# Gärtenberg
Gärtenberg ist eine Ortschaft und eine Katastralgemeinde der Gemeinde St. Anton an der Jeßnitz im Bezirk Scheibbs in Niederösterreich.

## Geografie
Die Streusiedlung befindet sich nördlich von St. Anton. Zur Ortschaft zählen die Ortslagen Baumgarten, Eben, Eibenberg, Finsterriegel, Haringleiten, Himmel, Hochstatz, Jeßnitzreith, Klammergraben, Mitterstatz, Pointmühle, Streitschacher, Tischenreith, Unterstatz, Zwerg sowie einige unbenannte Gehöfte.

## Siedlungsentwicklung
Zum Jahreswechsel 1979/1980 befanden sich in der Katastralgemeinde Gärtenberg insgesamt 77 Bauflächen mit 31.544 m² und 64 Gärten auf 163.093 m², 1989/1990 gab es 76 Bauflächen. 1999/2000 war die Zahl der Bauflächen auf 200 angewachsen und 2009/2010 bestanden 142 Gebäude auf 256 Bauflächen.

## Geschichte
Laut Adressbuch von Österreich waren im Jahr 1938 in Gärtenberg ein Gemischtwarenhändler, zwei Mühlen, ein Schuster und zahlreiche Landwirte ansässig.

## Bodennutzung
Die Katastralgemeinde ist land- und forstwirtschaftlich geprägt. 584 Hektar wurden zum Jahreswechsel 1979/1980 landwirtschaftlich genutzt und 515 Hektar waren forstwirtschaftlich geführte Waldflächen. 1999/2000 wurde auf 430 Hektar Landwirtschaft betrieben und 674 Hektar waren als forstwirtschaftlich genutzte Flächen ausgewiesen. Ende 2018 waren 412 Hektar als landwirtschaftliche Flächen genutzt und Forstwirtschaft wurde auf 676 Hektar betrieben. Die durchschnittliche Bodenklimazahl von Gärtenberg beträgt 12,9 (Stand 2010).